# 1360
1360 (MCCCLX) var ett skottår som började en onsdag i den julianska kalendern.

## Händelser

### Maj
- 8 maj – I freden i Bretigny får engelsmännen behålla sina erövringar i Gascogne och Auvergne (nästan hälften av dagens Frankrike) men freden varav bara i nio år innan krig ånyo utbryter mellan England och Frankrike.

### Juni
- Slutet av juni – Valdemar Atterdag anfaller Skåne och erövrar Lindholmens slott.

### Augusti
- Augusti – Fred sluts mellan Sverige och Danmark i och med skiljedomen i Helsingborg. Magnus Eriksson avträder Skånelandskapen utom norra Halland till Danmark. I gengäld ska Valdemar hjälpa Magnus mot hans inhemska fiender.

### Okänt datum
- En ny pestvåg sköljer över Sverige.
- Örestens fästning anläggs strax intill det danskägda Halland.
- Älvsborgs fästning anläggs vid Göta älvs mynning.

## Födda
- 2 maj – Zhu Di, kejsare av den kinesiska Mingdynastin.
- Nuno Alvares Pereira, portugisisk general.
- Andrej Rubljov, rysk målare.
- Dorotea Bucca

## Avlidna
- Bengt Algotsson, svensk storman, hertig av Halland och Finland (mördad).
- Vitale da Bologna, bolognesisk målare.
- Johanna I av Auvergne, fransk vasallgrevinna.
- Paolo Veneziano, venetiansk målare.